# Auguste Bachelin
Rodolphe Auguste Bachelin (Neuchâtel, 30 september 1830 - Bern, 3 augustus 1890) was een Zwitsers kunstschilder, tekenaar, kunstcriticus, romanschrijver, politicus en historicus uit de 19de eeuw.

## Biografie
Auguste Bachelin, die een zoon was van een timmerman, volbracht zijn artistieke studies bij zijn leermeester-schilder Louis Wallingre in Saint-Blaise, in het Zwitserse kanton Neuchâtel. Daar ontmoette hij de Zwitserse schilder Albert Anker.
Ter vervollediging van zijn opleiding trok hij in 1850 naar Parijs. Daarmee was hij niet de enige Zwitserse schilder uit die tijd die naar de Franse hoofdstad trok: Jacques-Laurent Agasse bijvoorbeeld deed het hem voor in 1787. In Parijs trad hij toe tot het atelier van zijn landgenoot en de oriëntalistisch schilder Charles Gleyre. Hij ontmoette er Thomas Couture, een Frans historisch kunstschilder, die hem in het bijzonder zou beïnvloeden door hem beter de kleuren te laten ontdekken. Bachelin schilderde vooral genrestukken, landschappen en portretten. Tijdens zijn periode in Parijs zou hij tevens deelnemen aan de Parijse Salon.
Bachelin reisde vaak terug naar zijn thuisland, en bracht zijn tijd vooral door in Marin-Epagnier, gelegen aan het Meer van Neuchâtel. Na zijn huwelijk vestigde Bachelin zich definitief terug in Zwitserland. Naast zijn carrière als schilder ontplooide hij er verschillende nevenactiviteiten, zoals een mandaat als lokaal politicus en een rol in het culturele leven van Neuchâtel. Zo was hij bijvoorbeeld in 1864 stichtend lid van de Société d'histoire et d'archéologie de Neuchâtel. In deze hoedanigheid publiceerde hij verscheidene geschiedkundige artikels, waarbij hij zelf de illustraties voorzag. Tevens schreef hij artikels over de kunstcollectie van het Museum van kunst en geschiedenis van Neuchâtel, dat in 1868 was opgericht, wat de uitstraling van dit museum ten goede kwam. In deze tijd werkte hij nauw samen met Alfred Godet.

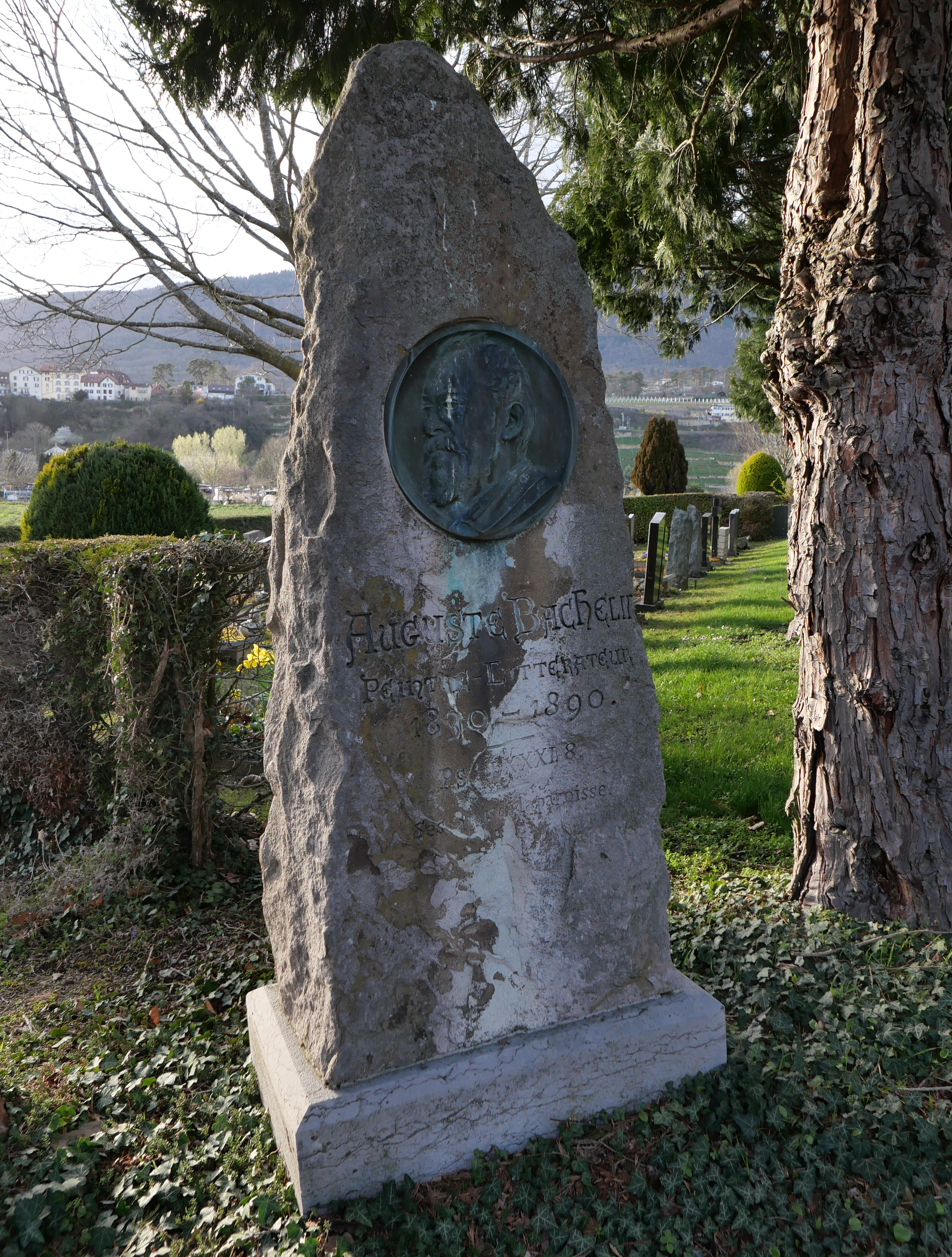
De grafsteen van Bachelin op het Cimetière des Epinettes in Saint-Blaise.

De meest bekende geschiedkundig werken van Bachelin, met zijn eigen illustraties, zijn de werken Aux frontières: neutralité, humanité, 1870-1871: notes et croquis uit 1871 en L'armée de l'Est en Suisse: notes et croquis uit 1872. Deze boeken gaan over het terugdrijven van het Armée de l'Est van de Franse generaal Charles-Denis Bourbaki tot over de Zwitserse grens door de Pruisische troepen tijdens de Frans-Duitse Oorlog van 1870.
Bachelin was tevens auteur van enkele historische romans, zoals La Marquise (1878), Jean-Louis (1882) en Sarah Wemyss (1891), en van enkele historische publicaties, zoals Iconographie neuchâteloise (1878) et L'horlogerie neuchâteloise (1888).
In 1871 huwde Auguste Bachelins zus, Rose Bachelin, met de uitgewezen Elzassische kunstschilder en tekenaar Théophile Schuler.

## Galerij

Schilderijen en tekeningen van Auguste Bachelin
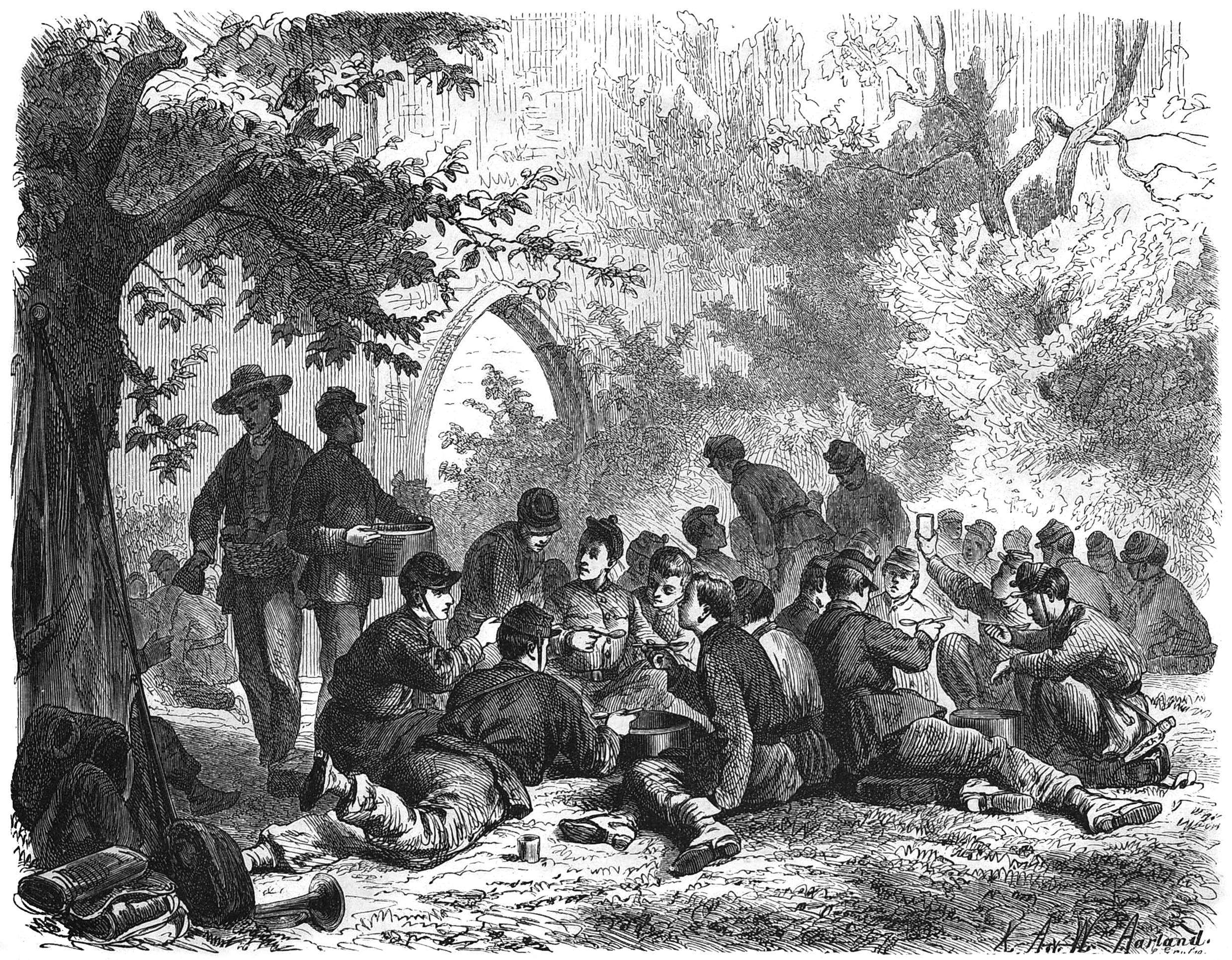
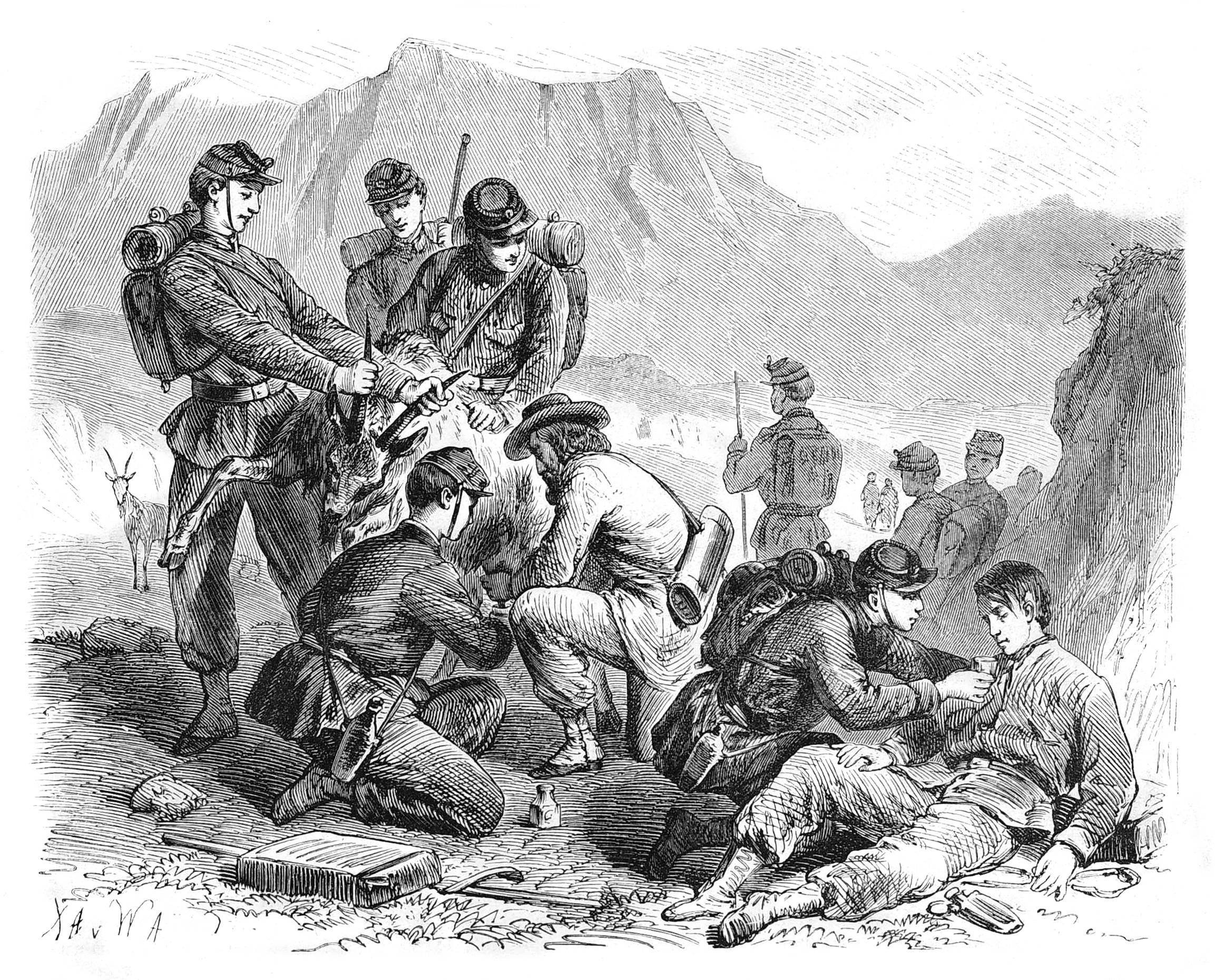
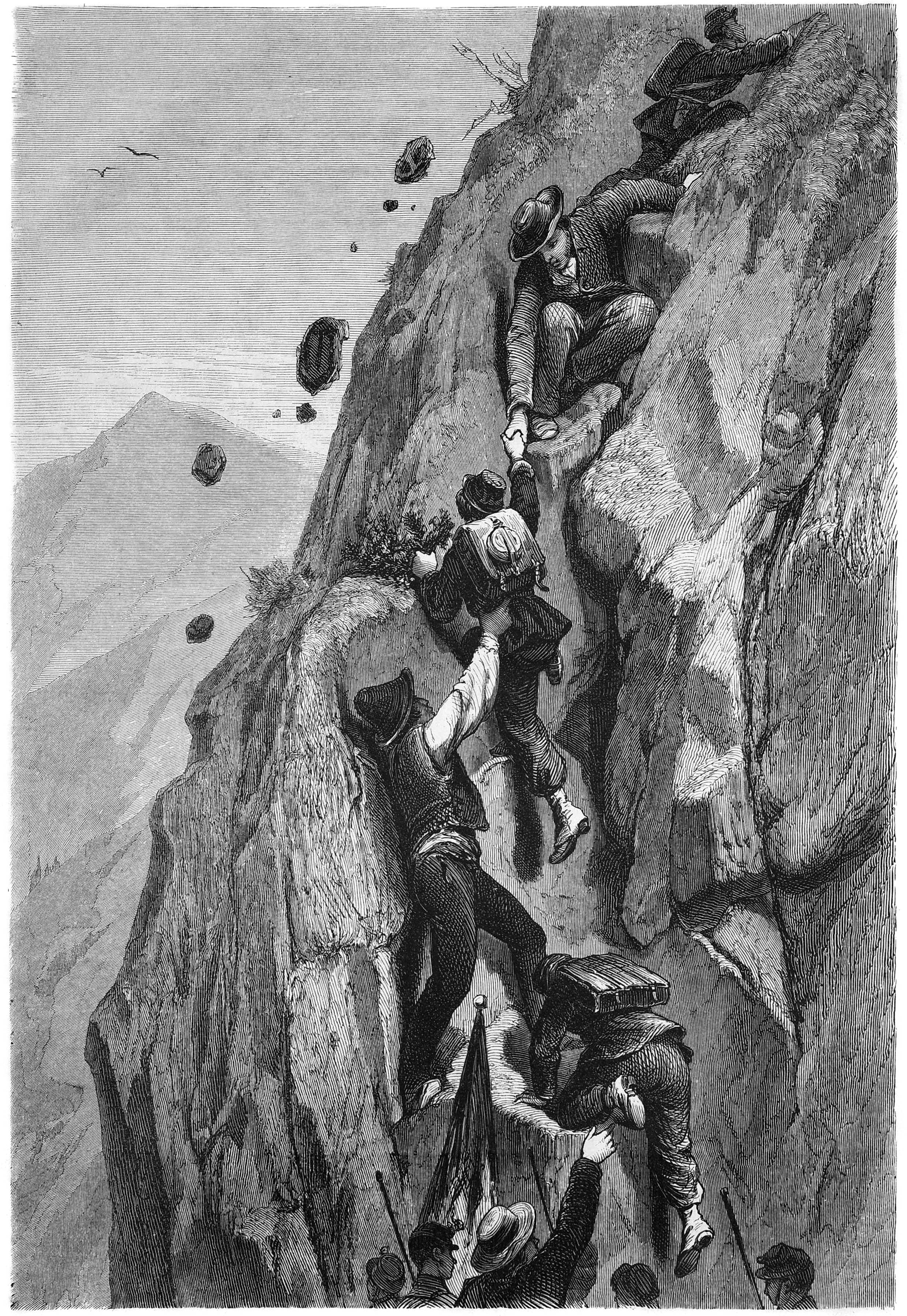
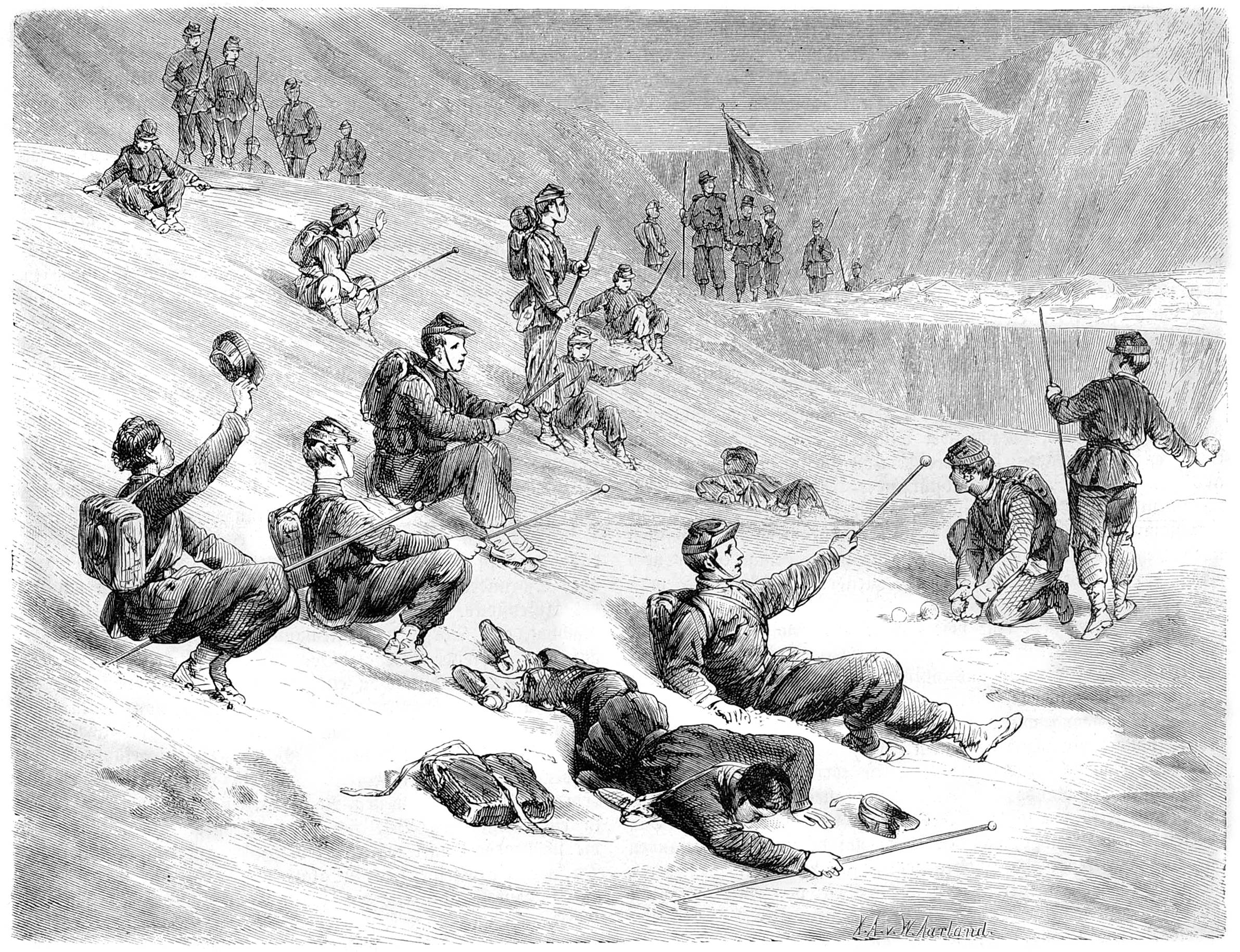
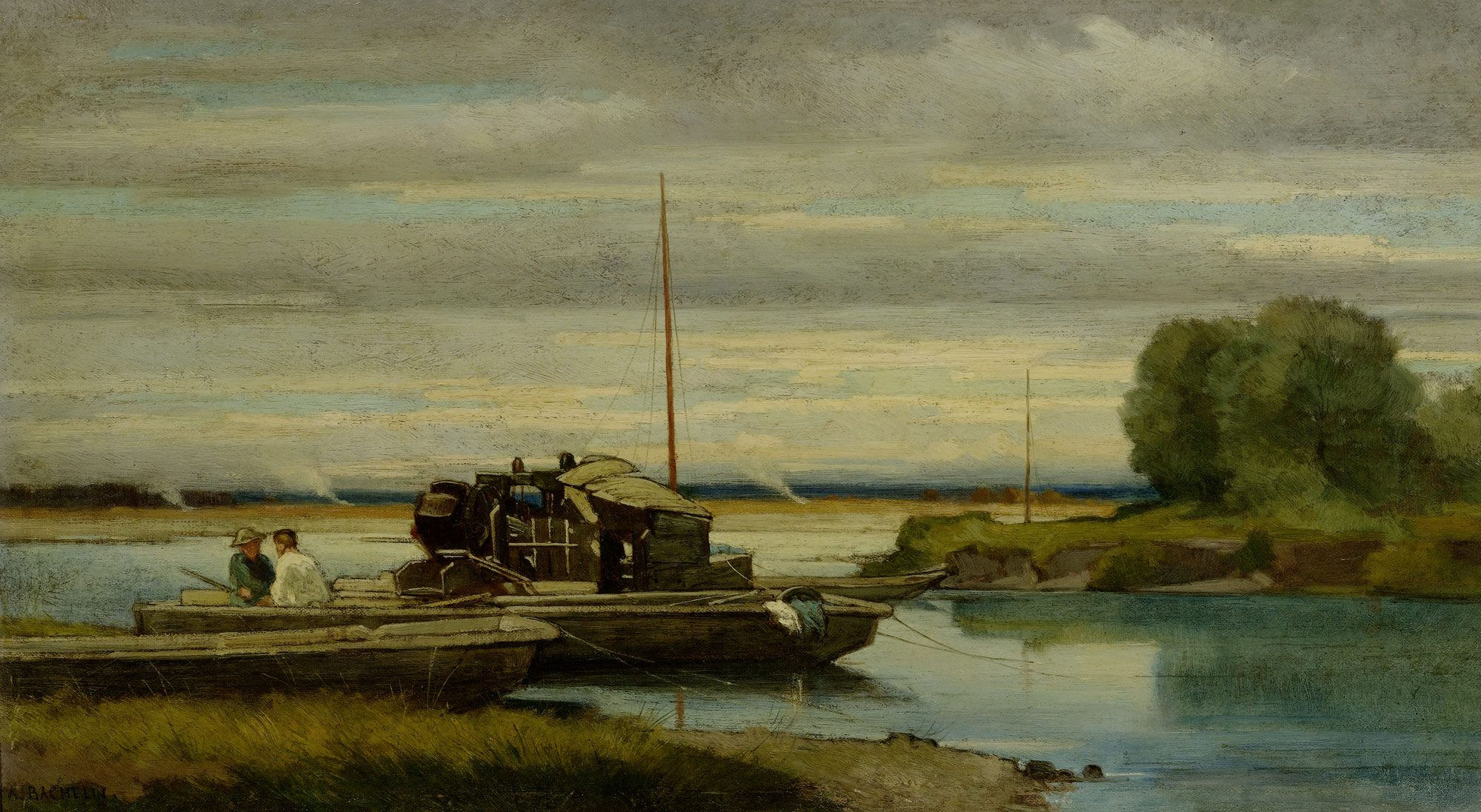
Bateau sur la Thièle.
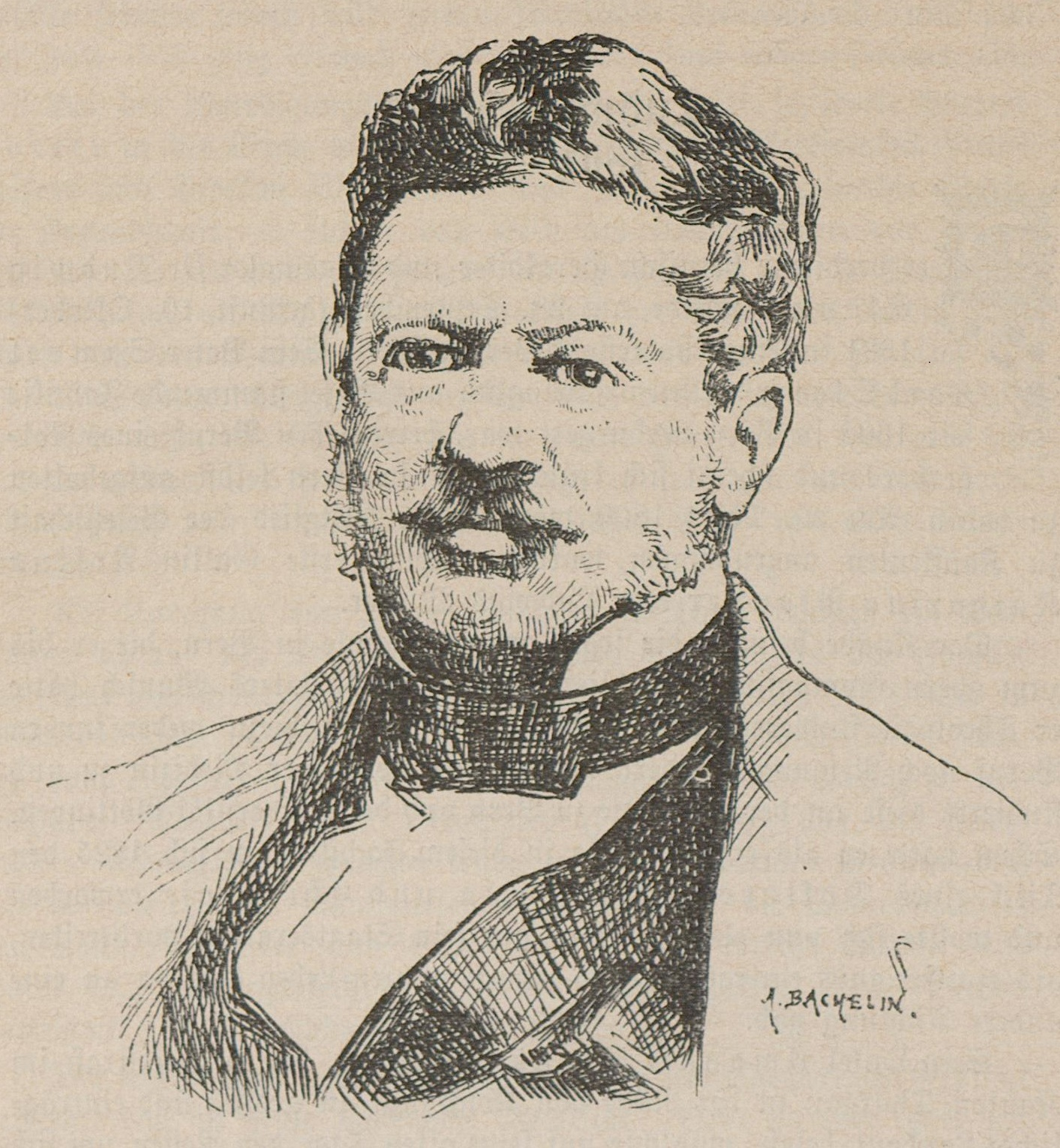
Tekening van Ludwig Stantz.

- Bibliothèque nationale de France: cb12151069v (data)
- Gemeinsame Normdatei: 117534641
- Historisch woordenboek van Zwitserland: 016238
- International Standard Name Identifier: 0000 0000 8122 5850
- Library of Congress Control Number: no92033498
- Nationale Bibliotheek van Israël: 987007332187205171
- Nederlandse Thesaurus van Auteursnamen: 161415377
- RKD-Nederlands Instituut voor Kunstgeschiedenis: 3351
- SIKART: 4000010
- Système universitaire de documentation: 071583955
- Union List of Artist Names: 500111897
- Virtual International Authority File: 44336209
- WorldCat: E39PBJxmM738G9GjFwKjGHfH4q